# Hermós Plaja i Saló
Hermós Plajá i Saló (Palamós, Baix Empordà, 28 d'abril de 1889 - Palafrugell, 23 de març de 1982) fou un tipògraf, editor i militant anarcosindicalista català.

## Biografia
Era fill d'un llibreter maçó i republicà federal. Treballà com a cambrer, repartidor de diaris i en una fàbrica de taps de suro, però sovint era acomiadat per conflictiu. Va adoptar l'anarquisme per la influència del procés de Montjuïc i la vaga de 1902. Arran dels fets de la Setmana Tràgica (1909), va haver d'exiliar-se uns mesos a França. Va militar en el Centre Instructiu de Palamós i fou detingut i bandejat a La Bisbal d'Empordà. El 1910 marxà a treballar com a tipògraf a Barcelona i s'afilià a la CNT. Tanmateix, el 1911 hagué de fer el servei militar i fou enviat a Tarragona, on conegué la que seria la seva companya, Carme Paredes i Sans –filla del cantiner de la caserna– i després a Melilla. El 1912 s'establí a Tarragona i es va casar amb la que va tenir tres fills (Germinal, Acracia i Camelia). El 1918 va editar la revista Acracia amb Felipe Aláiz de Pablo, Felip Barjau i Riera i Josep Viadiu i Valls, i el 1919 el setmanari Fructidor, òrgan de la CNT a la província de Tarragona. Per les seves activitats el 1921 fou desterrat a Bot (Terra Alta). El 1923 va treure una segona època del periòdic Acracia, aquesta vegada des de Reus, on havia anat a viure, i que sortí del gener al març d'aquell any. A finals de 1923 fou nomenat director de Solidaridad Obrera i es traslladà a Barcelona. El 1924 creà l'editorial Vértice i a partir del 1925 publicà una revista il·lustrada amb el mateix títol publicada des de la seva impremta, creada el 1927, no lligada a la CNT per tal d'evitar la repressió policial. Va acollir a casa seva Rosario Dolcet Martí, perseguida aleshores per la dictadura de Primo de Rivera. De 1928 a 1929 fou membre del comitè nacional de la CNT. Durant la Segona República Espanyola prosseguí la tasca editorial.
Quan esclatà la revolució social va donar el seu fons editorial i amb els diners del qual s'envià calçat als soldats del front d'Aragó. El 1939 s'exilia amb la seva família a França (llevat el seu fill Germinal, que és presoner), i d'allí el 1940 marxa a Mèxic, on hi dirigí Solidaridad Obrera. El 1949 aconsegueix muntar una impremta pròpia, que va funcionar fins a 1965. Morta la seva dona el 1970 i la seva filla Acracia el 1973, el 1977 tornà a Catalunya amb el seu fill Germinal (ara batejat com a Germán) i cedí la seva important biblioteca a la Biblioteca Arús. S'establí a Palamós, on hi va morir el 1982.
Va escriure quatre llibres, Sindicalismo, misión humana y revolucionaria del sindicato (1922), Concepción federalista de la CNT (1948), El sindicalismo según su influencia i Mis Memorias (inèdites).